# IGS Mainz-Bretzenheim

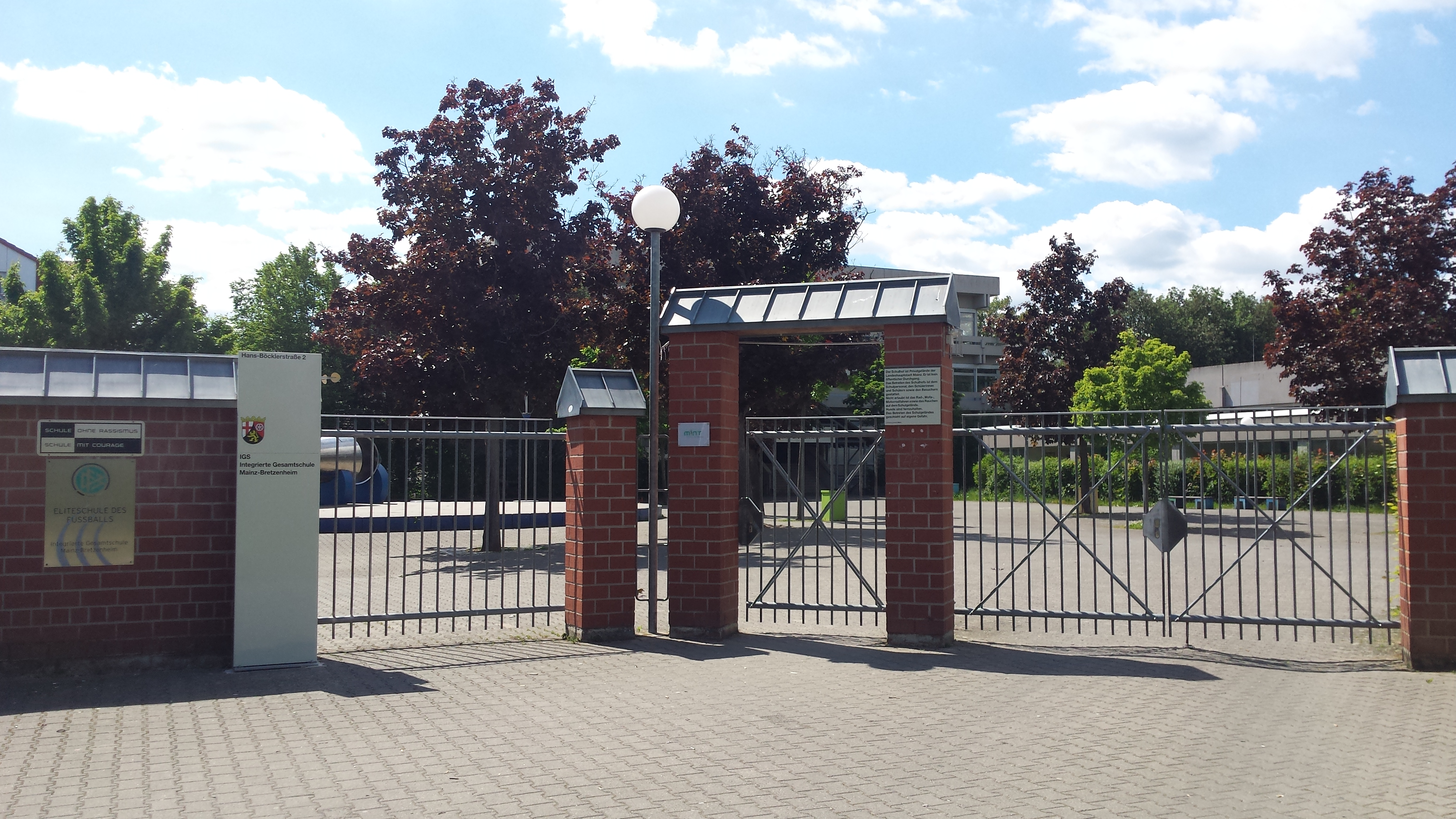
Eingangsbereich

Die Integrierte Gesamtschule Mainz-Bretzenheim ist eine Gesamtschule in Mainz-Bretzenheim. Sie ist eine Eliteschule des Fußballs und pflegt Kooperationen mit Sportvereinen wie dem 1. FSV Mainz 05, dem TSV Schott Mainz, der SG EWR Rheinhessen-Mainz oder dem USC Mainz, dem Sportverein der Johannes Gutenberg-Universität. Zudem bestehen Kooperationen mit dem Staatstheater Mainz sowie der Johannes Gutenberg-Universität.

## Die Schule

### Gründung
Im Jahre 1986 wurde die IGS Mainz-Bretzenheim nach Bemühungen der Bürgerinitiative GfM (Gesamtschule für Mainz) als erste Integrierte Gesamtschule in Mainz gegründet.

### Gebäude
Die Integrierte Gesamtschule besteht aus vier Gebäudeteilen. Der Alt- und Neubau der Schule beherbergt Klassenzimmer, Aufenthaltsräume und die Schulverwaltung. Dazu besitzt die Schule zwei Sporthallen, drei Computerräume und drei Aufenthaltsräume.

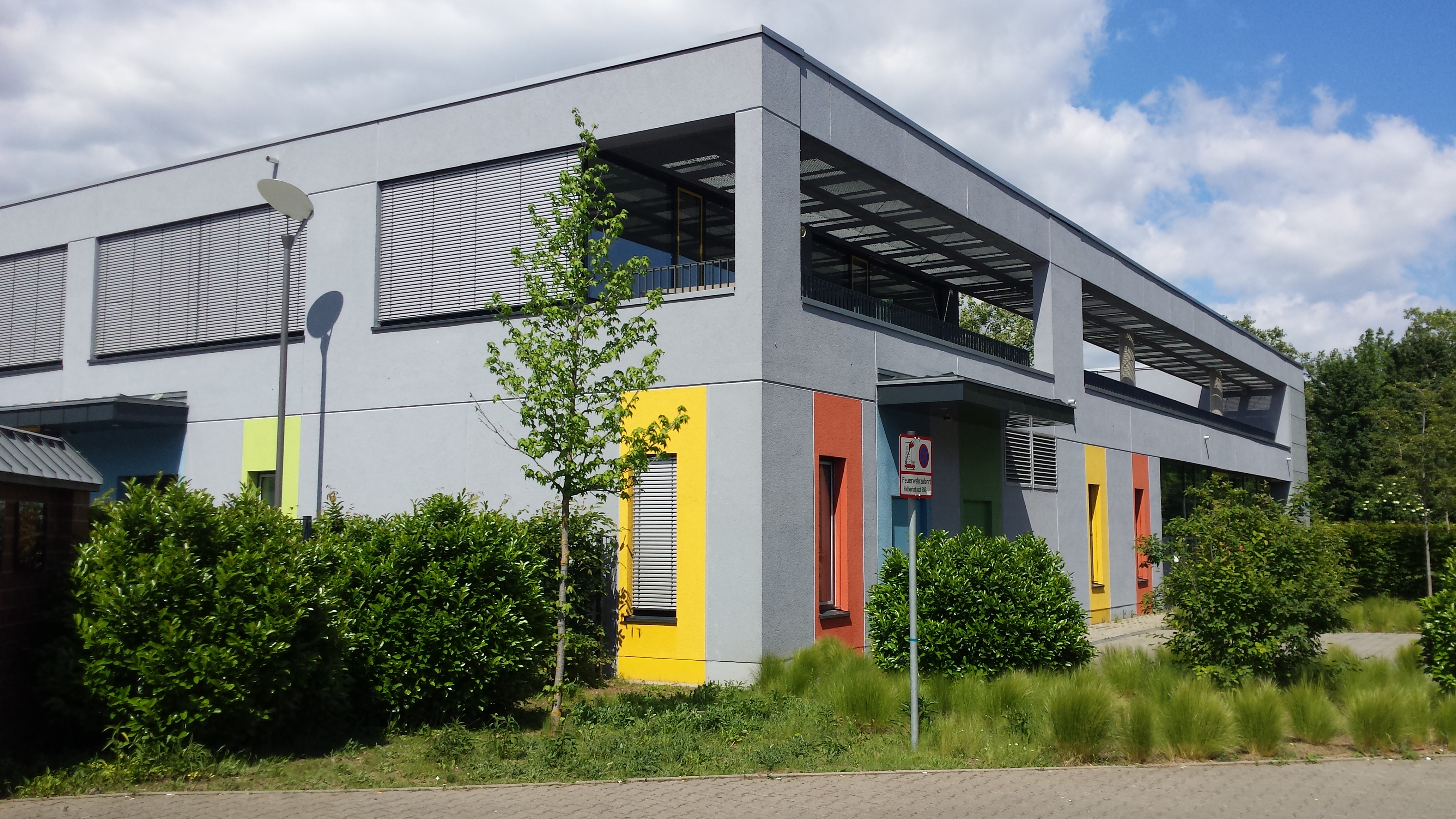
Neubau der Sporthalle und Mensa

Im Jahre 2012 wurde eine neue Sporthalle, gekoppelt mit einer Mensa für den Ganztagsbetrieb und diversen Aufenthaltsräumen, baulich fertiggestellt und vom damaligen Mainzer Oberbürgermeister Michael Ebling (SPD) eröffnet.

## Das Schulprofil

### Abschlüsse
An der IGS Mainz-Bretzenheim können alle Abschlüsse erworben werden, wie sie an einer Realschule plus oder an einem Gymnasium erworben werden können. Diese Abschlüsse sind aufgrund der Vereinbarung der Kultusministerkonferenz im Jahr 1982 im gesamten Bundesgebiet anerkannt.

### Der äußere Aufbau
- Klasse 5 und 6: Orientierungsstufe
- Klasse 7 und 8: Differenzierung nach Leistungsniveau
- Klasse 9 und 10: Berufsreife oder Qualifizierter Sekundarabschluss I
- Klasse 11 bis 13: MSS; Fachhochschulreife oder Allgemeine Hochschulreife

### Aufnahme
Voraussetzung für die Aufnahme in die Klassenstufe 5 der Integrierten Gesamtschule Mainz-Bretzenheim ist der erfolgreiche Besuch der Klassenstufe 4 der Grundschule. Die IGS Mainz-Bretzenheim ist begrenzt auf sechs Klassen pro Jahrgang. Wenn die Zahl der Anmeldungen die Zahl der vorhandenen Plätze überschreitet, ist ein Auswahlverfahren erforderlich. Eine Aufnahme in die Sekundarstufe I der Integrierten Gesamtschule ist in der Regel nur in der 5. Klasse möglich. Für den Besuch der Mainzer Studienstufe (ab Klasse 11) können sich auch Schülerinnen und Schüler anmelden, die bisher nicht die IGS Mainz-Bretzenheim besucht haben. Voraussetzung ist die Versetzung in die 11. Klasse Gymnasium bzw. eine Übergangsberechtigung für die gymnasiale Oberstufe.

### Lehrpläne und Bildungsstandards
Für die Integrierten Gesamtschulen in Rheinland-Pfalz gelten die allgemein verbindlichen rheinland-pfälzischen Lehrpläne der Sekundarstufen I und II sowie die in der Kultusministerkonferenz vereinbarten Bildungsstandards. Sie werden von den Fachkonferenzen didaktisch und methodisch auf die differenzierten Kurse der Integrierten Gesamtschule abgestimmt.

### Das Ganztagsangebot
Seit dem Schuljahr 2008/2009 gibt es ein Ganztagsangebot an der IGS Mainz-Bretzenheim.

## Auszeichnungen und Kooperationen

### Auszeichnungen
- Schule ohne Rassismus – Schule mit Courage
- Partnerschule des Leistungssports[4]
- Eliteschule des Fußballs[5]

### Kooperationspartner
- 1. FSV Mainz 05
- TSV Schott Mainz
- Staatstheater Mainz
- Johannes Gutenberg-Universität Mainz
- Jugend trainiert für Olympia & Paralympics

## Sonstiges

### Schul-App
Die Schule besitzt ein eigenes Portal und eine eigene App, die mit einem Vertretungsplan, einer Lernumgebung, Chatgruppen und einer Lehrerliste ausgestattet ist.

### Fluglärmmessstation
Seit dem Jahre 2013 befindet sich auf dem Dach der neuen Sporthalle eine Fluglärmmessstation. Diese soll die Lärmbelastung durch den Fluglärm und die damit zusammenhängenden Auswirkungen auf das Lernverhalten der Schüler untersuchen.

### Lüftungsanlagen
Während der COVID-19-Pandemie wurde die IGS Mainz-Bretzenheim durch vom Max-Planck-Institut entwickelte Lüftungsanlagen zur Testschule für Luftfilteranlagen in Rheinland-Pfalz.

## Bekannte Schülerinnen und Schüler
- Damir Vrančić (* 1985), Fußballspieler
- Mario Vrančić (* 1989), Fußballspieler
- Jan Kirchhoff (* 1990), Fußballspieler
- Stefan Bell (* 1991), Fußballspieler
- Erik Durm (* 1992), Fußballspieler
- Benedikt Saller (* 1992), Fußballspieler
- Daniel Bohl (* 1994), Fußballspieler
- Jannik Huth (* 1994), Fußballspieler
- Julian Weber (* 1994), Leichtathlet
- Gordon Wild (* 1995), Fußballspieler
- Aaron Seydel (* 1996), Fußballspieler
- Patrick Pflücke (* 1996), Fußballspieler
- Charmaine Häusl (* 1996), Fußballspieler
- Florian Müller (* 1997), Fußballspieler
- Törles Knöll (* 1997), Fußballspieler
- Suat Serdar (* 1997), Fußballspieler
- Chiara Bouziane geb. Loos (* 1997), Fußballspielerin
- Ridle Baku (* 1998), Fußballspieler
- Makana Baku (* 1998), Fußballspieler
- Christian Keber (* 1998), Schwimmer
- Christian Kinsombi (* 1999), Fußballspieler
- Ahmet Gürleyen (* 1999), Fußballspieler
- Alicia Soffel (* 1999), Handballspielerin
- Leandro Barreiro (* 2000), Fußballspieler
- Niklas Tauer (* 2001), Fußballspieler
- Noel Eichinger(* 2001), Fußballspieler
- Oscar Schönfelder (* 2001), Fußballspieler
- Merveille Papela (* 2001), Fußballspieler
- Erkan Eyibil (* 2001), Fußballspieler
- Paul Nebel (* 2002), Fußballspieler
- Ben Bobzien (* 2003), Fußballspieler
- Eniss Shabani (* 2003), Fußballspieler
- Nelson Weiper (* 2005), Fußballspieler